# Sinophorus armillatus
Sinophorus armillatus är en stekelart som beskrevs av Sanborne 1984. Sinophorus armillatus ingår i släktet Sinophorus och familjen brokparasitsteklar. Inga underarter finns listade i Catalogue of Life.